# Pantoja, Guanajuato
Pantoja är en ort i Mexiko.   Den ligger i kommunen San Miguel de Allende och delstaten Guanajuato, i den centrala delen av landet, 240 km nordväst om huvudstaden Mexico City. Pantoja ligger 1 862 meter över havet och antalet invånare är 381.
Terrängen runt Pantoja är kuperad åt sydost, men åt nordväst är den platt. Runt Pantoja är det ganska tätbefolkat, med 96 invånare per kvadratkilometer. Närmaste större samhälle är San Miguel de Allende, 6,7 km nordost om Pantoja. Trakten runt Pantoja består i huvudsak av gräsmarker.